# Chen Jitang
Chen Jitang (xinès simplificat: : 陈济棠; xinès tradicional 陳濟棠; pinyin: Chén Jìtáng) fou un militar i polític xinès. Va néixer a Fangcheng (Guangxi), el 23 de gener de 1890 i va morir el 3 de novembre de 1954 a Taiwan.

## Biografia
La família de Chen era de l'etnia han de la minoria hakka. El 1908 formà part de la Tongmenghui, societat secreta republicana. Va incorporar-se a l'exèrcit de Guandong el 1920, exèrcint diversos càrrecs en la jerarquia militar (arribarà a ser general de 4 estrelles).
A més de militar exercí com a governant a la província de Guandong i va preocupar-se de la modernització i el desenvolupament en aquesta província (destacant la construcció del primer pont modern sobre el Riu Perla, als anys 30, i el foment de l'educació)
Arran de la detenció de Hu Hanmin es revolta contra Chiang Kai-shek i s'adhereix al grup de Guanxi: una guerra civil semblava que s'iniciaria però el perill que representava les ambicions territorials de l'imperi japonès, finalment, evità una guerra interna entre el poder central de Nanjing i el poder de Canton.
Del 1931 al 1936 fou comandant en cap del I Grup de l'Exèrcit. En la Cinquena Campanya de Chiang Kai-shek contra els comunistes (que controlaven Jiangxi, Chiang nomenà Jitang comandant en cap del Front del Sud però tement una maniobra per marginar-lo com ja havia passat a altres senyors de la guerra, la seva participació va ser mínima, i fins i tot, va pactar amb els comunistes la seva fugida perquè Chiang no tingués una excusa per ocupar el territori controlat per Chen.
Quan el maig de 1936 mor Hu Hanmin, el seu principal suport de Jitang, Chiang pensa que ha arribat el moment de que el govern central s'imposi a Guabdong. Chen, llavors, recorre al Grup de Guanxi per tal d'apartar Chiang acusant-lo de tolerar la corrupció i d'ineficient davant els japonesos però, finalment, Chen va dimitir i es retirà a Hong Kong.
No obstant, a la Segona Guerra Mundial formà part del govern central i ministre d'Agricultura i Boscos. En la guerra civil entre el Kuomingtang i els comunistes, essent governador de l'illa d'Heinan fugí a Taiwan el 1950 on va morir als 54 anys. S'havia casat tres vegades.